# Giovan Paolo Schor

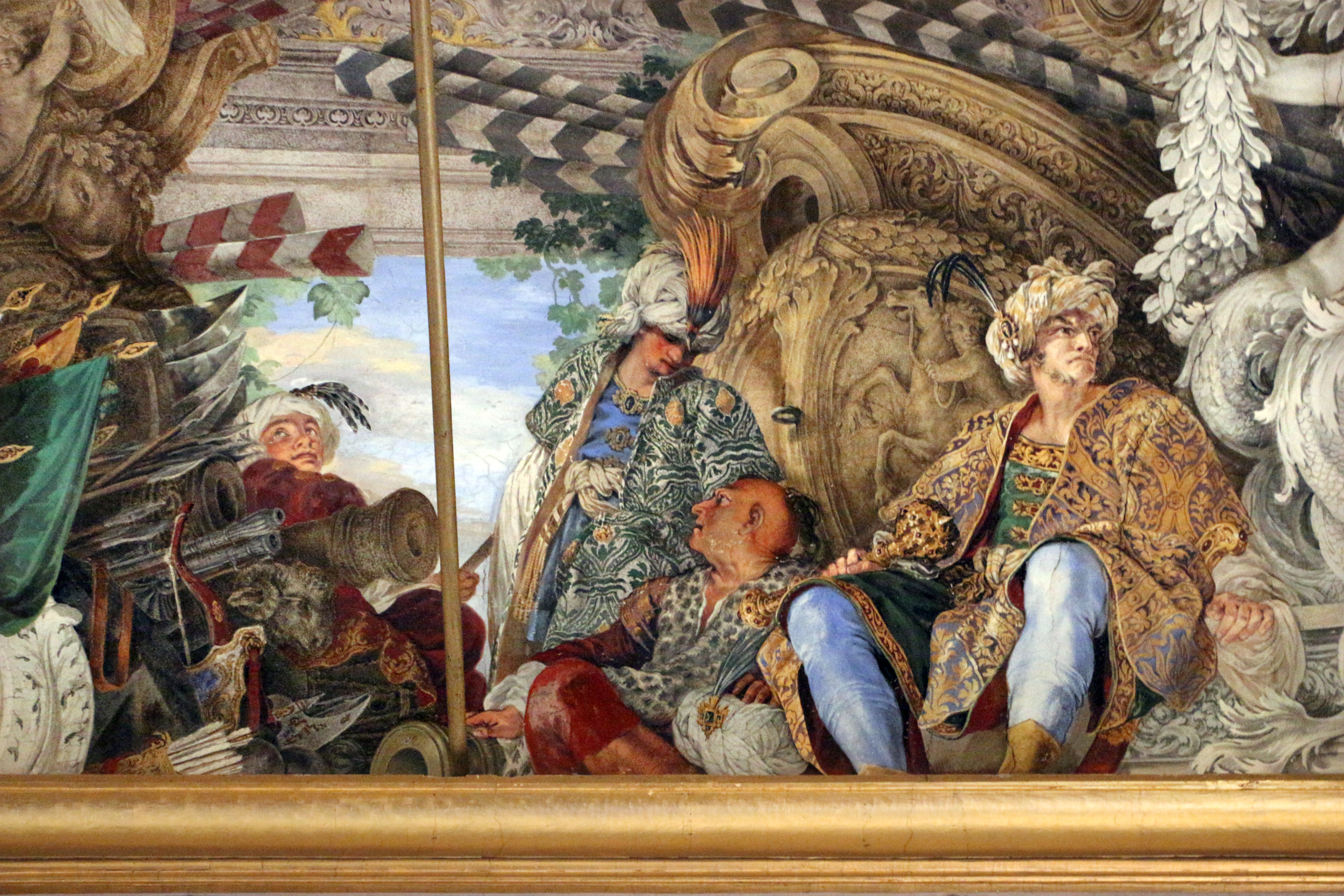
Giovanni Paolo Schor e altri, cornici delle Storie di Marcantonio Colonna nella Galleria Colonna, 1665-67, Roma

Giovan Paolo Schor, detto anche Giovan Paolo Tedesco (Innsbruck, giugno 1615 – Roma, 6 marzo 1674), è stato un pittore, scenografo e architetto austriaco.

## Biografia
Membro di una famiglia di origini tirolesi attiva nel campo artistico. Fu dapprima allievo del padre Hans e nel 1640 si trasferì a Roma dove iniziò la sua attività alla corte papalina. Lavorò come disegnatore del frontespizio Musurgia Universalis di Athanasius Kircher (1650). Nel 1654 divenne membro dell'Accademia di San Luca.
Influenzato dal Bernini e da Pietro da Cortona, ma l'originalità dei suoi disegni gli fecero guadagnare una posizione prominente fra i suoi contemporanei. Sotto la supervisione del Cortona decorò le sale di palazzo del Quirinale su commissione di papa Alessandro VII. Nel 1659, il papa commissionò a Schor anche la messa in opera dei disegni di Bernini per la ricostruzione della cappella della Madonna del Voto nel Duomo di Siena. A Roma, con il Bernini, lavorò alle decorazioni in bronzo dorato della cattedra di San Pietro. Probabilmente l'impresa più significativa fu il baldacchino nella chiesa di Santo Spirito in Sassia.
Schor collaborò alle decorazioni dei palazzi vaticani e di palazzo Borghese, dove lavorò con Carlo Rainaldi al ninfeo in fondo al cortile che rappresenta Venere al Bagno. Tra il 1665 e il 1668 fu impegnato al palazzo Colonna dove disegnò le quadrature della volta della galleria, eseguita nelle storie principali dai pittori Giovanni Coli e Filippo Gherardi.
Negli anni settanta del XVII secolo frequentò la sua bottega il giovane Johann Bernhard Fischer von Erlach. 
Giovan Paolo, residente del Stato della Chiesa, morì a Roma nel 1674 e i suoi figli, Cristoforo e Filippo Schor, intrapresero la stessa carriera paterna ed entrambe si trasferirono, insieme alla corte del viceré di Napoli Gaspar Méndez de Haro, a Napoli stabilendo saldi rapporti con le personalità dell'architettura napoletana dell'epoca.